# Verfassung Rumäniens
Die Verfassung Rumäniens (rumänisch Constituția României) trat 1991 in Kraft und wurde 2003 überarbeitet.

## Geschichte

### Frühere Verfassungen
Das Organische Reglement war das erste verfassungsähnliche Gesetzeswerk in den Fürstentümern Walachei und Moldau, den Vorläuferstaaten Rumäniens. Es wurde 1831 (Walachei) bzw. 1832 (Moldau) von der russischen Besatzungsmacht in Kraft gesetzt.
Nach der Bildung des Fürstentums Rumänien trat 1866 unter Carol I. die erste Verfassung in Kraft. Nach der Erlangung der Unabhängigkeit vom Osmanischen Reich gab es 1879 eine Verfassungsänderung, eine weitere 1884 nach der Proklamation des Königreichs Rumänien im Jahr 1881.
Nach dem Ersten Weltkrieg vergrößerte sich das Staatsgebiet erheblich und in Großrumänien gab es ab 1923 eine neue Verfassung, die allerdings viele Artikel der alten Verfassung beibehielt. 1938 entließ König Carol II. die Regierung und setzte eine Königsdiktatur mit neuer Verfassung ein.
Unter dem Einfluss der Sowjetunion wurde 1948 die Volksrepublik Rumänien mit entsprechender Verfassung ausgerufen. Die zweite kommunistische Verfassung wurde 1952 erlassen. Mit der Verfassung von 1965 wurde der Staat zur Sozialistischen Republik Rumänien. Eine Verfassungsänderung gab es 1975, als die Funktion des Staatspräsidenten definiert wurde.

### Verfassung von 1991
Nach der Rumänischen Revolution 1989 ging der Frontul Salvării Naționale sowohl bei der Präsidentschaftswahl als auch bei der Parlamentswahl als klarer Sieger hervor und hatte sowohl in der Abgeordnetenkammer als auch im Senat eine Zweidrittelmehrheit. Die neue Verfassung trug deshalb ihre Handschrift. Am 21. November 1991 verabschiedete die verfassunggebende Versammlung die neue Verfassung und am 8. Dezember 1991 gab es ein Referendum. Dabei stimmten 10.948.468 Rumänen ab, von denen 77,3 % für die neue Verfassung votierten. 1995 bestimmte die Abgeordnetenkammer den 8. Dezember zum Tag der Rumänischen Verfassung (Ziua Constituției României).

### Verfassungsänderung 2003
Im Hinblick auf einen Beitritt zur NATO und zur EU wurde die Verfassung 2003 geändert. Nun dürfen EU-Bürger in Rumänien Grundeigentum erwerben. Die Parlaments- und Präsidentschaftswahlen werden durch die Erhöhung der Amtszeit des Präsidenten auf fünf Jahre nicht mehr gleichzeitig durchgeführt. Die Zuständigkeiten der Gerichtsinstanzen wurden klarer definiert, außerdem die Zuständigkeiten von Abgeordnetenkammer und Senat klarer abgetrennt. Der Minderheitenschutz wurde verstärkt und die Armeepflicht abgeschafft. Das private Eigentum ist nun nicht mehr nur „geschützt“, sondern „garantiert“. Bei einem Referendum am 18./19. Oktober 2003 stimmte bei einer Wahlbeteiligung von 55,70 % eine Mehrheit von 8.915.022 Rumänen bzw. 89,70 % für die Verfassungsänderung.

## Inhalt
Die Verfassung ist in acht Abschnitte (Titel) mit insgesamt 156 Artikeln gegliedert.
|      | Artikel | Titel                                              | Kapitel |
| I    | 1–14    | Allgemeine Prinzipien                              | |
| II   | 15–60   | Die fundamentalen Rechte, Freiheiten und Pflichten | Gemeinsame Bestimmungen Die fundamentalen Rechte und Freiheiten Fundamentale Pflichten Der Anwalt des Volkes                                             |
| III  | 61–134  | Die öffentlichen Behörden                          | Das Parlament Der Präsident Rumäniens Die Regierung Die Beziehungen zwischen Parlament und Regierung Die öffentliche Verwaltung Die richterliche Behörde |
| IV   | 135–141 | Die Wirtschaft und die öffentlichen Finanzen       | |
| V    | 142–147 | Der Verfassungsgerichtshof                         | |
| VI   | 148–149 | Die euro-atlantische Integration                   | |
| VII  | 150–152 | Die Änderung der Verfassung                        | |
| VIII | 153–156 | Schluss- und Übergangsbestimmungen                 | |